# The Three Drovers
The Three Drovers (englisch Die drei Viehtreiber) ist ein Weihnachtslied aus Australien. Es beschreibt eine Weihnachtsstimmung in der Gluthitze einer Sommernacht im australischen Outback. Da Australien auf der Südhalbkugel liegt, fällt Weihnachten dort in den Hochsommer. Statt der Heiligen Drei Könige, die vom Stern von Betlehem geführt das Jesuskind suchen, treten in The Three Drovers drei australische Viehtreiber auf (siehe auch: Cowboy). Die großen Rinderherden im Outback mussten nachts zu Pferde vor Dingos, Räubern, Buschfeuern und Stampeden bewacht werden, so dass das Lied tatsächlich aus dem Alltag eines australischen Viehtreibers der ersten Hälfte des 20. Jahrhunderts stammen könnte.
Das Lied wurde von William Garnet James (1892–1977) komponiert und 1948 in einer Liedersammlung Australian Christmas Carols (englisch Australische Weihnachtslieder) veröffentlicht. Der Text stammt von John Wheeler (1901–1984), einem für die Australian Broadcasting Corporation tätigen Drehbuchautor. Zusammen mit The Carol of the Birds desselben Autorenteams ist es eines der bekanntesten australischen Weihnachtslieder, und Australian Christmas Carols wurde das bekannteste Werk von William G. James.